# Katina Schubert

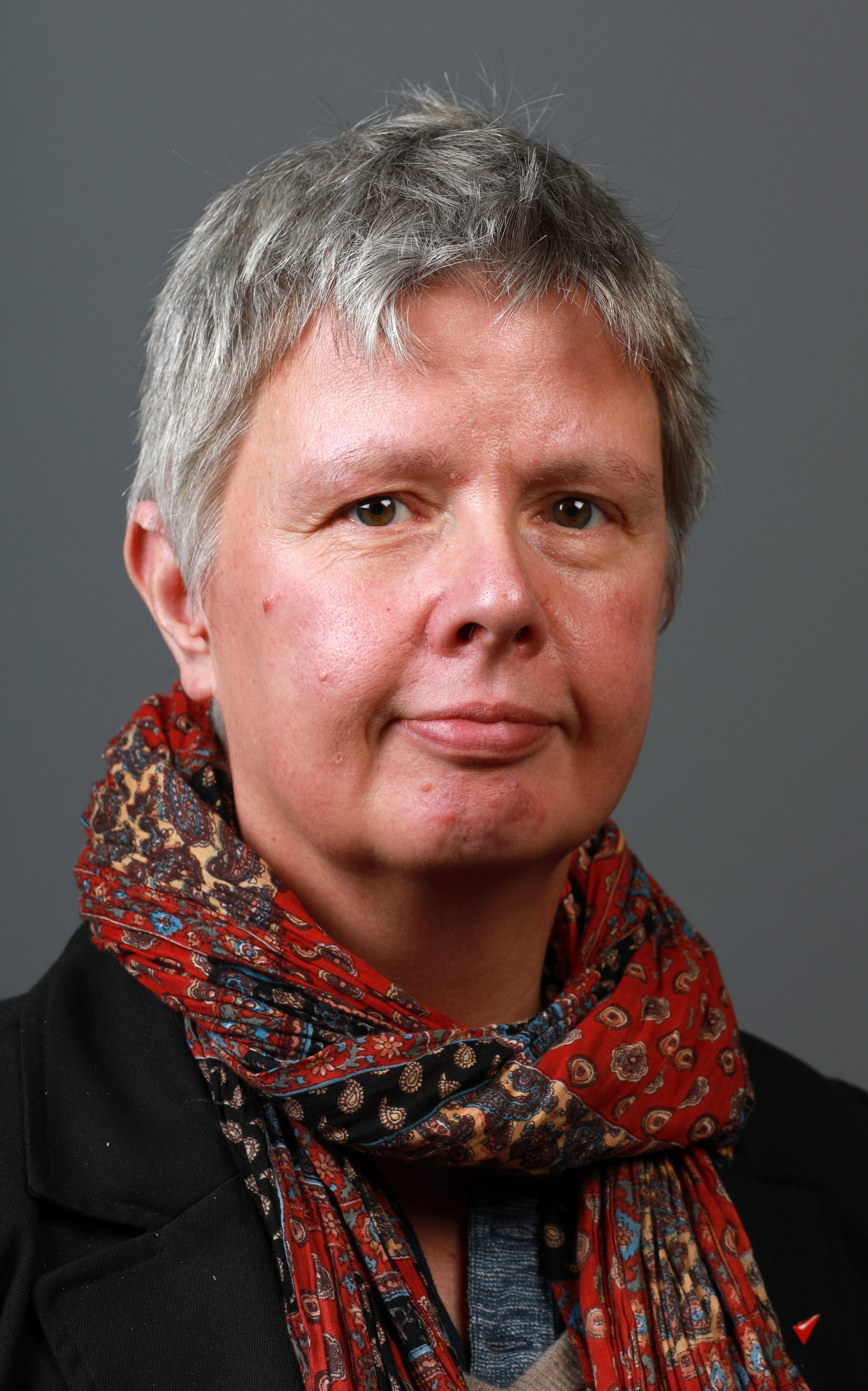
Katina Schubert (2017)

Katina Schubert (* 28. Dezember 1961 in Heidelberg) ist eine deutsche Politikerin (Die Linke). Sie ist seit 2016 Mitglied im Abgeordnetenhaus von Berlin und war von 2016 bis 2023 die Landesvorsitzende der Berliner Linken. Seit 2021 ist sie eine der stellvertretenden Bundesvorsitzenden der Partei Die Linke und war von Januar bis Oktober 2024 zusätzlich gemeinsam mit Ates Gürpinar kommissarische Bundesgeschäftsführerin ihrer Partei.

## Studium und Beruf
Schubert studierte von 1981 bis 1989 Politische Wissenschaft, Soziologie und Volkswirtschaft an der Rheinischen Friedrich-Wilhelms-Universität Bonn und erreichte 1989 den Abschluss als Magister. Sie absolvierte von 1990 bis 1993 ein Volontariat als Wirtschaftsredakteurin. 
Nach dem Studium und Volontariat war sie von 1993 bis 1994 wissenschaftliche Mitarbeiterin des fraktionslosen Bundestagsabgeordneten Ulrich Briefs. Anschließend war sie von 1994 bis 1997 Bonn-Korrespondentin der Tageszeitung junge Welt. Von 1996 bis 1998 arbeitete sie als „AusländerInnenbeauftragte“ bei der PDS-Bundestagsgruppe und war 1998 mit dem Aufbau des Abgeordnetenbüros von Petra Pau befasst. Bis 2001 wirkte sie als persönliche Referentin der Bundestagsvizepräsidentin Petra Bläss und war von Mai 2001 bis Oktober 2002 zugleich Beraterin des Fraktionsvorstandes der PDS-Gruppe im Deutschen Bundestag.
Von 2002 bis 2004 arbeitete Schubert als Gutachterin beim Wissenschaftlichen Dienst in der Bundestagsverwaltung. Seit 2004 war sie persönliche Referentin des Senators für Wirtschaft, Arbeit und Frauen Harald Wolf und seit Ende 2006 bis 2010 persönliche Referentin der Senatorin für Integration, Arbeit und Soziales Carola Bluhm. Bis sie 2012 zur Landesgeschäftsführerin der Linken Berlin gewählt wurde, war sie persönliche Referentin des Landesvorsitzenden Klaus Lederer.

## Politik

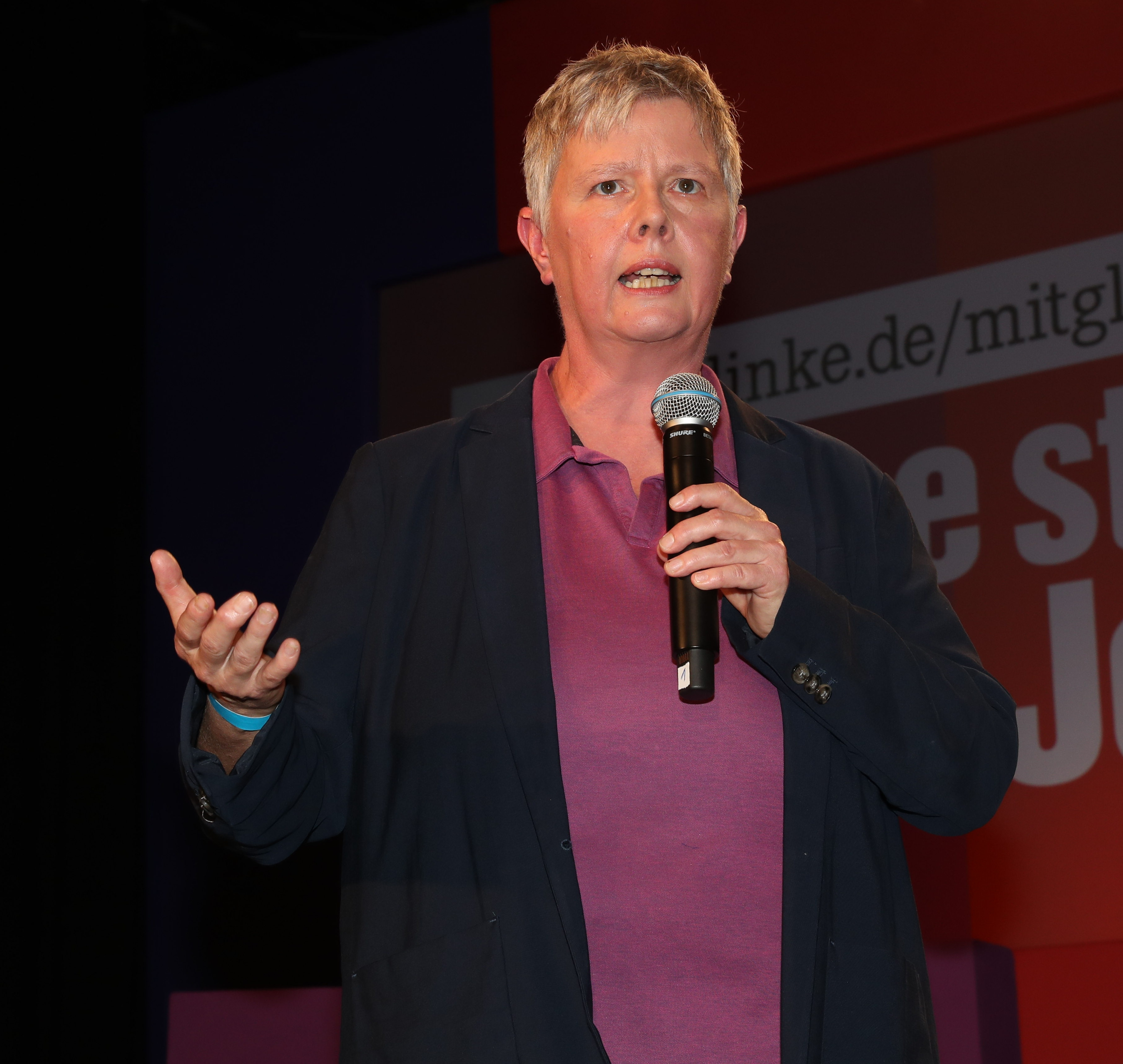
Katina Schubert beim Wahlabend (2021)

Bereits während ihres Studiums engagierte Katina Schubert sich politisch. Von 1980 bis 1982 war sie Mitglied der SPD in Bonn, Bad Godesberg, und auch bei den Jusos aktiv, wo sie sich für ein autonomes Jugendzentrum in Bonn-Bad Godesberg einsetzte. Außerdem engagierte sie sich von 1983 bis 1989 bei der LUST (Liste undogmatischer StudentInnen) an der Universität Bonn.
Katina Schubert trat 2001 der PDS bei und wurde im Juni 2003 Mitglied im Parteivorstand und innenpolitische Sprecherin. Von Ende April 2006 war sie bis 2008 stellvertretende Parteivorsitzende der Linkspartei.PDS. Im Frühjahr 2008 kündigte sie an, sich aus der Parteiführung zurückzuziehen, um künftig „auf anderen Wegen für ihre Positionen zu streiten“. Im Mai 2010 wählte der 2. Bundesparteitag der Linken Katina Schubert wieder in den erweiterten Parteivorstand, in dem sie bis 2016 Mitglied war. Sie war von 2003 bis 2006 Sprecherin des Netzwerks Reformlinke in der PDS und von 2004 bis 2005 Mitglied des Vorstandes der Europäischen Linken.
Am 10. Juni 2012 wurde Katina Schubert zur Landesgeschäftsführerin der Berliner Linken gewählt. Bei der Wahl zum Abgeordnetenhaus von Berlin 2016 wurde sie über die Landesliste ihrer Partei in das Abgeordnetenhaus von Berlin gewählt. Bei der Abgeordnetenhauswahl 2021 und der Wiederholungswahl 2023 konnte sie ihren Sitz im Abgeordnetenhaus verteidigen. Sie ist Mitglied im Ausschuss für Integration, Arbeit und Soziales und Sprecherin für Arbeit und Flüchtlingspolitik ihrer Fraktion. Am 10. Dezember 2016 zur Landesvorsitzenden der Berliner Linken gewählt. Sie löste Klaus Lederer ab, der sich nach 11 Jahren von der Parteispitze zurückzog und Kultursenator wurde. Sie übte das Amt bis Mai 2023 aus. Am 27. Februar 2021 wurde sie auf dem Bundesparteitag zur stellvertretenden Vorsitzenden gewählt.
Anfang Dezember 2007 teilte Katina Schubert mit, dass sie „wegen der Verwendung verfassungsfeindlicher Symbole“ in der freien Online-Enzyklopädie Wikipedia Strafanzeige gegen Wikimedia Deutschland gestellt habe. Auf Nachfrage verwies sie auf Abbildungen in der damaligen Fassung des Artikels Hitler-Jugend, zog die Anzeige aber nach einem kurz darauf gefolgten Gespräch mit Wikipedia-Vertretern zurück.

## Mitgliedschaften
- Die Linke
- Vereinte Dienstleistungsgewerkschaft (ver.di)
- Nicaragua Hilfe Bonn e. V.
- Volkssolidarität
- Bund demokratischer Wissenschaftlerinnen und Wissenschaftler (BdWi)
- Frauen-Beratungsstelle gegen sexualisierte Gewalt e. V. (Bonn)[5]